# Slow Motion (Man)
Slow Motion è un album dei Man, pubblicato dalla United Artists Records nel 1974. Il disco fu registrato nei mesi di luglio, agosto e settembre del 1974 al Rockfield's New Flash, Ultra Modern 24 Track Studio.

## Tracce
Brani composti da Terry Williams, Ken Whaley, Micky Jones e Deke Leonard
Lato A
1. Hard Way to Die – 5:37
2. Grasshopper – 5:11
3. Rock & Roll You Out – 4:32
4. You Don't Like Us – 4:35

Lato B
1. Bedtime Bone – 5:54
2. One More Chance – 4:46
3. Rainbow Eyes – 6:07
4. Day and Night – 4:41

Edizione CD del 2007, pubblicato dalla Esoteric Recordings Records ECLE 2062
1. Hard Way to Die – 5:20 (Jones, Leonard, Whaley, Williams)
2. Grasshopper – 5:12 (Jones, Leonard, Whaley, Williams)
3. Rock and Roll You Out – 3:53 (Jones, Leonard, Whaley, Williams)
4. You Don't Like Us – 4:34 (Jones, Leonard, Whaley, Williams)
5. Bedtime Bone – 5:55 (Jones, Leonard, Whaley, Williams)
6. One More Chance – 4:27 (Jones, Leonard, Whaley, Williams)
7. Rainbow Eyes – 6:06 (Jones, Leonard, Whaley, Williams)
8. Day and Night – 4:12 (Jones, Leonard, Whaley, Williams)
9. Rock and Roll You Out – 4:37 (Jones, Leonard, Whaley, Williams) – Bonus Track - First Mix
10. A Hard Way to Live – 2:59 (Deke Leonard) – Bonus Track - Live
11. Hard Way to Die – 5:57 (Jones, Leonard, Whaley, Williams) – Bonus Track - Live
12. Somebody's Is Calling – 2:52 (Jones, Leonard, Whaley, Williams) – Bonus Track - Live
13. Many Are Called but Few Get Up – 13:18 (Ace, John, Jones, Leonard, Williams) – Bonus Track - Live
14. A Hard Way to Live – 3:16 (Deke Leonard) – Bonus Track - Live

- Brano 9 registrato il 30 agosto 1974 al Morgan Studios di Londra
- Brano 10 B-side del singolo realizzato dalla United Artists Records (UP 35739) nel maggio 1975
- Brani: 11, 12, 13 e 14 registrati dal vivo nell'aprile 1975 al The Keystone di Berkeley in California

## Musicisti
- Micky Jones - chitarra, voce
- Deke Leonard - chitarra, voce
- Ken Whaley - basso
- Terry Williams - batteria

Musicisti aggiunti 
- James Matthews - armonica (Jaws Harp), accompagnamento vocale
- Chris Mercer - sassofono (solo nel brano: A3)
- The Mountain Fjord Orchestra - sezione strumenti a corda e archi (brano: A2)
- Stuart Gordon - strumenti a corda (brano: B3)